# Daniel O’Connell
Daniel O’Connell (irl. Dónal Ó Conaill; ur. 6 sierpnia 1775, zm. 15 maja 1847) – irlandzki polityk i przywódca narodowy. 
Zwolennik dążenia do niepodległości drogą parlamentarną. Odegrał główną rolę w osiągnięciu równouprawnienia przez katolików (1829), dzięki któremu zyskali oni prawo do głosowania i obejmowania urzędów państwowych. Nie zdołał jednak osiągnąć swego głównego celu – uzyskania dla Irlandii autonomii. W latach 1841–1842 pełnił funkcję burmistrza Dublina. 
W uznaniu zasług jego imieniem została nazwana główna ulica Dublina – O’Connell Street. Przedłużeniem ulicy jest most przez rzekę Liffey, który także nosi w swojej nazwie jego imię – O’Connell Bridge.